# Орюктинский аильный округ
Орюктинский аильный округ (аймак) — административная единица в Иссык-Кульском районе Иссык-Кульской области Кыргызстана.
Код COATE — 41702 225 850 00 0

## Население
По данным переписи 2022 года, в аильном округе проживало 5 764 человек.

## Административное деление
В состав Орюктинского аильного округа ныне входят населённые пункты:
- Чон-Орюктю
- Орто-Орюктю
- Орюктю-Хутор

## Примечание
1. ↑  Государственный классификатор система обозначений объектов административно-территориальных и территориальных единиц Кыргызской республики. Архивная копия от 18 марта 2018 на Wayback Machine — Бишкек: Национальный статистический комитет Кыргызской республики, 2017.
2. ↑  Численность населения областей, районов, городов,поселков городского типа, айылных аймаков и айылов (сел) Кыргызской Республики Архивная копия от 10 ноября 2021 на Wayback Machine (на 2022 год).